# Zanesville
Zanesville es un pueblo ubicado en el condado de Wells en el estado estadounidense de Indiana. En el Censo de 2010 tenía una población de 600 habitantes y una densidad poblacional de 278,77 personas por km².

## Geografía
Zanesville se encuentra ubicado en las coordenadas 40°54′56″N 85°16′52″O / 40.91556, -85.28111. Según la Oficina del Censo de los Estados Unidos, Zanesville tiene una superficie total de 2.15 km², de la cual 2.13 km² corresponden a tierra firme y (1.2%) 0.03 km² es agua.

## Demografía
Según el censo de 2010, había 600 personas residiendo en Zanesville. La densidad de población era de 278,77 hab./km². De los 600 habitantes, Zanesville estaba compuesto por el 98.5% blancos, el 0.17% eran afroamericanos, el 0.17% eran amerindios, el 0% eran asiáticos, el 0% eran isleños del Pacífico, el 0.17% eran de otras razas y el 1% pertenecían a dos o más razas. Del total de la población el 1.5% eran hispanos o latinos de cualquier raza.